# Fritz von Scholz
Friedrich Max Karl von Scholz lépe známý jako Fritz von Scholz (9. prosince 1896 Plzeň – 28. července 1944) byl rakousko-uherský veterán první světové války a pozdější důstojník Waffen-SS v hodnosti SS-Gruppenführer und Generalleutnant der Waffen-SS (Generálporučík) za druhé světové války. Mimo jiné byl držitelem mnoha vojenských vyznamenání, včetně rytířského kříže železného kříže s dubovými ratolestmi a meči.

## Mládí a první světová válka
Fritz von Scholz se narodil 9. prosince 1896 v tehdejším rakousko-uherském městě Plzeň jako syn důstojníka rakousko-uherské císařské armády, pozdějšího generálmajora rakouského armádního dělostřelectva Ferdinanda von Scholze a jeho ženy Caroline rozené Höpfengärtner.
Po absolvování škol v Maďarsku, v Čechách a v Rakousku, zakončil své vzdělání maturitou v červenci 1914. O měsíc později vstoupil do rakousko-uherské armády a byl zařazen jako Kadet k 22. pluku polního dělostřelectva (Feld-Kanonen-Regiment Nr. 22), kde sloužil až do počátku května 1915. Poté byl převelen ke 3. pluku polních houfnic (Feld-Haubitze-Regiment Nr. 3) se kterým sloužil na východní frontě a následně byl povýšen do hodnosti Leutnant (Poručík).
Následoval spojařský výcvik během roku 1916 a von Scholz byl převelen ke Feld-Kanonen-Regiment Nr. 40, kde působil jako jeho spojařský důstojník po celý následující rok. Jeho dalším postem se mu stal 125. pluk polního dělostřelectva (Feld-Artillerie-Regiment Nr. 125), kde vystřídal mnoho funkcí jako je například: velitel dělostřelecké baterie, velitel průzkumu nebo pobočník velitele pluku.
K počátku listopadu 1917 byl povýšen do hodnosti Oberleutnant (Nadporučík) a se svým plukem se přežil válku a zůstal u něj až do 30. dubna 1919, kdy byl zařazen do zálohy.

## Vojenská kariéra

### Data povýšení
- Leutnant - 1915
- Oberleutnant - 1. listopad, 1917
- SS-Anwärter - 10. červen, 1933
- SS-Mann - 21. prosinec, 1933
- SS-Oberscharführer - 21. prosinec, 1933
- SS-Truppführer - 20. duben, 1934
- SS-Obertruppführer - 3. červenec, 1934
- SS-Obersturmführer - 30. leden, 1935
- SS-Hauptsturmführer - 30. leden, 1936
- SS-Sturmbannführer - 1. duben, 1938
- SS-Obersturmbannführer - 30. leden, 1940
- SS-Standartenführer - 30. leden, 1941
- SS-Oberführer - 1. říjen, 1941
- SS-Brigadeführer und Generalmajor der Waffen-SS - 21. prosinec, 1942
- SS-Gruppenführer und Generalleutnant der Waffen-SS - 20. duben, 1944

### Významná vyznamenání
- Rytířský kříž železného kříže - 18. leden, 1942
- Dubové ratolesti k Rytířskému kříži železného kříže (423. držitel) - 12. březen, 1944
- Meče k Rytířskému kříži železného kříže (85. držitel) - 8. srpen, 1944 (Posmrtně)
- Německý kříž ve zlatě - 22. listopad, 1941
- Železný kříž I. třídy
- Železný kříž II. třídy
- Finský kříž svobody II. třídy
- Rakouský válečný záslužný kříž III. třídy v bronzu (První světová válka)
- Rakouská medaile za statečnost ve zlatě (První světová válka)
- Medaile za východní frontu
- Odznak za zranění v černém
- Sudetská pamětní medaile
- Medaile za Anschluss
- Německý jezdecký odznak ve stříbře
- Sportovní odznak SA v bronzu
- Kříž cti
- Čestný meč Reichsführera SS
- Čestný prsten SS